# Un amour de fantôme
 (octobre 2016).
Si vous disposez d'ouvrages ou d'articles de référence ou si vous connaissez des sites web de qualité traitant du thème abordé ici, merci de compléter l'article en donnant les références utiles à sa vérifiabilité et en les liant à la section « Notes et références ».
Un amour de fantôme est un téléfilm franco-belge réalisé par Arnaud Sélignac, diffusé en 2007.

## Synopsis
Anna, un mannequin, vedette des défilés parisiens, décide de prendre un peu de recul sur sa vie en achetant sur un coup de tête une maison de campagne située aux environs de Paris via un site internet de vente aux enchères. Fabrice, son futur époux, un créateur de mode mais également son manager ne comprend pas cet isolement et supporte mal que son égérie s'éloigne à ce point à l'approche des prochains défilés ! Anna insiste pour s’installer rapidement avec son fils Aurélien (10 ans) dans cette maison à la décoration très kitsch.  Dès le premier jour, Anna comprend que sa maison n'est pas comme les autres : les meubles et les objets se déplacent seuls. À sa grande surprise, la maison est habitée, pas seulement par Chalopin, le gardien et ancien chauffeur du chanteur, mais aussi par un fantôme envahissant : Jérémy ! Ce dernier est un chanteur disco à succès des années 1970. Il n'a pas abandonné sa demeure et rôde dans la maison bien décidé à déloger les nouveaux occupants. Seulement, Jérémy trouve en Anna une adversaire à sa taille... La guerre est déclarée entre Anna et le revenant, ce qui n'est pas pour déplaire à Aurélien qui gagne un nouveau partenaire de jeu. Les choses se gâtent avec l'arrivée impromptue d'Elizabeth, mère et agent d'Anna, et celle de Fabrice, bien déterminé à récupérer sa femme trophée.Anna et Jérémy enterrent provisoirement la hache de guerre pour ne pas alerter les nouveaux arrivants. Peu à peu, Anna découvre un fantôme plutôt charmant même, beau gosse, sans parler de sa musique, originale et séduisante... Serait-elle en train de tomber amoureuse d'un fantôme ?

## Fiche technique
- Titre original : Un amour de fantôme / Mon amour de fantôme
- Réalisateur : Arnaud Sélignac
- Scénario : Catherine Ramberg
- Directeur de la photographie : Jean-François Hensgens
- Photographe de plateau :Pierre Guibert
- Producteurs : Odile McDonald, Alain Pancrazi
- Genre : comédie romantique et fantastique
- Durée : 95 minutes
- Film en couleurs
- Son : mono
- Année de production : 2006
- Date de diffusion :
  - Belgique : 15 avril 2007 sur RTL-TVI
  - France : 3 juin 2007 sur M6

## Distribution
- Virginie Efira : Anna
- Bruno Putzulu : Jérémy
- Amanda Lear : Elizabeth
- Dick Rivers : Chalopin
- Michel Scotto di Carlo : Fabrice
- Timothée Vafeas : Aurélien
- Armelle Lesniak : Joséphine